# Arbís
Arbís (en francès Arbis) és un antic municipi francès, actualment integrat a Pòrta de Benauja, situat al departament de la Gironda, a la regió de la Nova Aquitània.

## Demografia
| 1962                                       | 1968 | 1975 | 1982 | 1990 | 1999 | 2007 |
| ------------------------------------------ | ---- | ---- | ---- | ---- | ---- | ---- |
| 178                                        | 216  | 214  | 200  | 208  | 243  | 282  |
| Des de 1962: població sense dobles comptes |      |      |      |      |      |      |

## Administració
| Període   | Identitat           | Partit |
| --------- | ------------------- | ------ |
| 1995-2007 | Jean-Paul Fabard    |        |
| 2007-     | Carole Deladerrière |        |